# Angelo Giusti
Angelo Giusti (Lucca, 19 dicembre 1901 – 1986) è stato uno scacchista italiano.

## Carriera scacchistica
Maestro ASIGC, vinse nel 1955 il 7º Campionato italiano per corrispondenza.

Nel 9º e nel 10º Campionato Italiano si piazzò al 2º posto per spareggio tecnico, pur avendo ottenuto lo stesso punteggio dei vincitori.
La sua attività a tavolino fu limitata; vinse -comunque- il campionato regionale toscano nel 1932 e nel 1939.

## Partite
D. Gastaldi - A. Giusti  (6º Campionato Italiano per corrispondenza, 1953-54)

1. d4 d5 2. c4 c6 3. Cf3 Cf6 4. Cc3 dxc4 5. a4 Af5 6. Ce5 e6 7. f3 Ab4 8. e4 Axe4 9. fxe4 Cxe4 10. Ad2 Dxd4 11. Cxe4 Dxe4+ 12. De2 Axd2+ 13. Rxd2 Dd5+!  14. Rc2 0-0 15. Cxc4 b5 16. Ce3 Dc5+ 17. Rb1 Cd7 18. g3 Cb6 19. axb5 cxb5 20. Ag2 Tab8 21. Tc1 De5 22. Txa7 Cc4 23. Te1 Dd4! 24. Ta6 Cd2+ 25. Ra2 Db6!!  26. Ta3 b4 27. Ta4 Dd4! 28. Ra1 Tfc8 29. Td1 b3! 30. Ta3 Tc2  0-1